# Sovac
Sovac is een wielerploeg die een Algerijnse licentie heeft. Sinds 2018 heeft de ploeg de status van continentaal team bij de UCI.
Het team werd in 2017 onder de naam Naturablue en met een Belgische licentie opgericht als een clubteam. In 2018 maakte het team de overstap naar het continentale niveau onder een Algerijnse licentie. Mohamed Mokhtari is de manager van de ploeg, hij wordt bijgestaan door: Kheider Oulmi, Mario Buscema en Geoffrey Coupé.

## 2018

### Renners
| Naam                | Geboortedatum | Ploeg 2017                                |
| ------------------- | ------------- | ----------------------------------------- |
| Boualem Belmoukhtar | 11-03-1993    | Groupement sportif des pétroliers Algérie |
| Gaetan Bille        | 06-04-1988    | Veranda's Willems-Crelan                  |
| Mohamed Bouzidi     | 06-05-1994    | Velo Club Sovac                           |
| Louis Deguide       | 04-02-1994    | Prorace                                   |
| Florian Deriaux     | 05-06-1990    | Dunkerque Littoral                        |
| Laurent Evrard      | 22-09-1990    | VC Villefranche Beaujolais                |
| Alexander Geuens    | 05-09-1994    | Pauwels Sauzen-Vastgoedservice            |
| Ayoub Karrar        | 02-03-1993    | CRPESM                                    |
| Matthias Legley     | 15-01-1991    | Naturablue                                |
| Hamza Mansouri      | 13-04-1999    | Neo                                       |
| Islam Mansouri      | 23-07-1997    | Velo Club Sovac                           |
| Hicham Mokhtari     | 11-12-1997    | Velo Club Sovac                           |
| Davide Rebellin     | 09-08-1971    | Kuwait–Cartucho.es                        |
| Youcef Reguigui     | 09-01-1990    | Dimension Data                            |
| Robin Stenuit       | 16-06-1990    | Wanty-Groupe Gobert                       |
| Marco Zamparella    | 01-10-1987    | Amore & Vita-Prodir                       |